# 山中翔太 (アナウンサー)
山中 翔太（やまなか しょうた）は、日本放送協会（NHK）のアナウンサー。

## 概要
熊本県出身。熊本県立熊本高等学校、東京学芸大学教育学部卒（在学中、フジテレビのアナウンサー養成講座を受講）。2021年に日本放送協会（NHK）に入局、初任地は秋田放送局。
総合テレビ『どーも、NHK』で毎年行われている新人アナウンサーお披露目企画のため、2021年6月、同期のアナウンサーたちとともに同番組に出演した。

## 人物
趣味・特技としているのは、小学生の頃から続けているという空手。ただし途中、5年ほどのブランク期間がある。特に形(かた)競技に力入れていた。

## 現在の担当番組
- ニュースこまち（月 - 木曜メインキャスター）（2024年4月1日 - ）[5]
- 秋田県のニュース・中継・リポート
- ニュースこまち845[要出典]
- おはよう秋田[要出典]

- 秋田発 ラジオニュース

## 過去の出演番組

### 秋田放送局時代（2021年度 - ）
- どーも、NHK（2021年6月13日・新人お披露目）
- あさイチ
  - 「愛(め)でたいnippon秋田 定番が華麗に進化!あきない秋田」（2021年12月1日）
  - 「愛(め)でたいnippon 秋田」（2023年10月12日）
- ニュースこまちサタデー・サンデー（キャスター）(2022年4月 - 2024年3月[6])
- 列島横断 宝メシグランプリ 2023（2023年1月9日）
- 今夜も生でさだまさし（2023年6月23日）
- 高専ロボコン2023東北地区大会（2023年11月23日）
- うまいッ!「お米が主役の鍋料理きりたんぽ〜秋田〜」（2025年2月7日）
- NHKニュースおはよう日本（2025年2月14日、横手市からかまくらの中継）

- NHKジャーナル（NHKラジオ第1、2021年9月13日）
- マイあさ「コロナ禍で取り残される発達障害者」（NHKラジオ第一、2022年12月13日）
- 真打ち競演「秋田県北秋田市」（NHKラジオ第1、2024年9月29日・10月6日） - 司会
- Nindary（NHKラジオ第1、2025年2月4日）

- 第105回全国高等学校野球選手権記念大会（2023年8月7日）- アルプススタンドリポート[注釈 1]